# Брајерклиф (Тексас)
Брајерклиф (енгл. Briarcliff) град је у америчкој савезној држави Тексас.

## Демографија
По попису из 2010. године број становника је 1.438, што је 543 (60,7%) становника више него 2000. године.
| Група             | 2000.       | 2010.         |
| Белци             | 811 (90,6%) | 1.307 (90,9%) |
| Афроамериканци    | 4 (0,4%)    | 4 (0,3%)      |
| Азијати           | 4 (0,4%)    | 7 (0,5%)      |
| Хиспаноамериканци | 66 (7,4%)   | 94 (6,5%)     |
| Укупно            | 895         | 1.438         |